# Калужское тесто
Калужское тесто — традиционное русское лакомство Калужской области, которое было популярно в 18-19 веках. Появилось калужское тесто даже раньше, чем знаменитые тульские пряники. Необычное название десерт получил благодаря мягкой и пластичной текстуре. Сегодня тесто готовится по рецепту 1840-х годов. Основные ингредиенты: ржаные сухари (не бородинские), мёд, бадьян, кардамон, гвоздика и корица.

## История
История возникновения лакомства нигде не описана. Но достоверно известно, что оно продавалось в одноимённых булочных под названием «Калужское тесто», находившихся на улицах Воскресенской и Облупской (Театральной). Принадлежали булочные мещанскому роду Беляевых-Постниковых. Согласно легенде, известный калужский промышленник Кобелев выкупил булочные, а после революции 1917 года по неизвестной причине обиделся на советскую власть и скрыл от всех рецепт сладости. Но скорее всего тесто просто сняли с производства, а рецепт по прошествии времени забылся. Калужским краеведам удалось восстановить рецепт приготовления исторического лакомства.

## Исторические упоминания

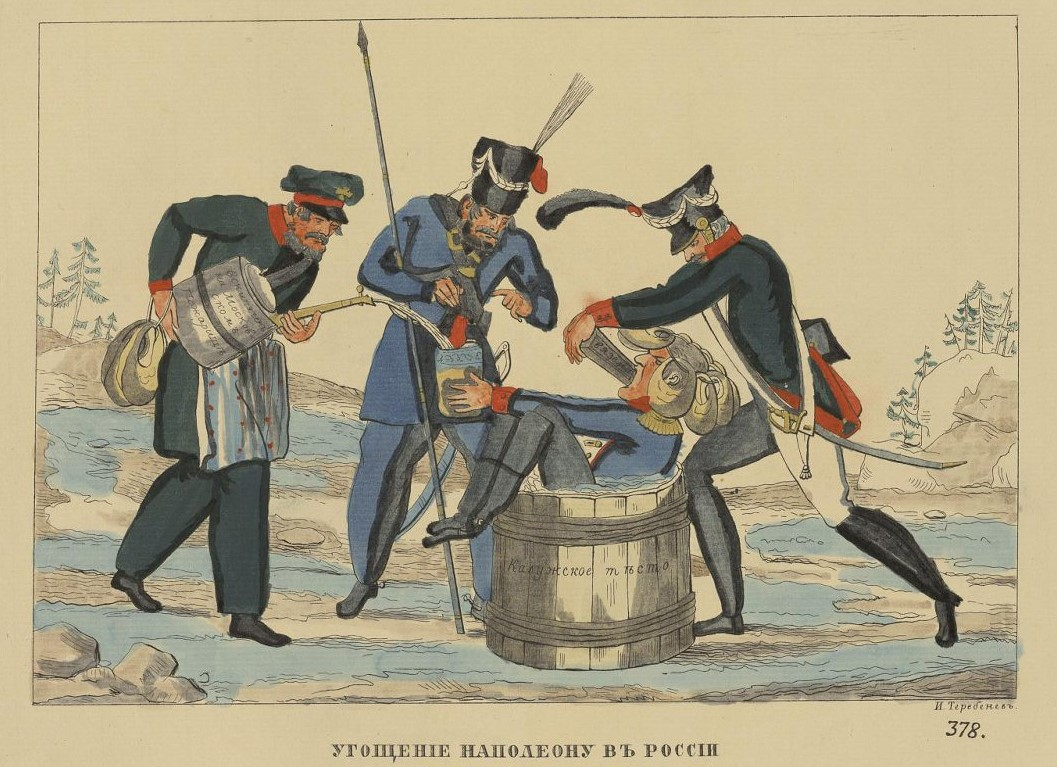
«Угощение Наполеону в России». Карикатура И. И. Теребенева, 1813 г.

- В 1789 году дворянин Арсен Кислых посвятил своей возлюбленной короткое стихотворение, в котором упоминается калужская сладость:

В сей сладкий день рожденья твоего,
Наталия, любимая невеста,
Позволь с букетом роз из сада моего
Поднесть тебе с полфунта теста.
- Об известности калужской сладости можно также судить по карикатуре «Угощение Наполеону в России» художника Ивана Ивановича Теребенева 1813 года. На ней Наполеона поят традиционным сбитнем, а в рот запихивают вяземский пряник. Сидит же император в кадке с калужским тестом, так как его армия отступала из Москвы именно по калужской дороге[3].
- Писатель и этнограф Владимир Иванович Даль в своём словаре упомянул уникальный местный десерт: «Соложеное тесто едят и сырое, и калужское славится».
- Литературный деятель Глеб Иванович Успенский для конспирации называл Калугу «Тестоединском».
- Некий М. Державин в 1907 году писал в сатирическом журнале «Калужское тесто»:

Наслаждаться коль хотите
Благоденствовать всегда —
Теста нашего возьмите
Вы в Калуге, господа.